# Kretische Hieroglyphen
Die kretischen Hieroglyphen sind ein unentziffertes Schriftsystem aus minoischer Zeit, das auf Kreta etwa vom 20. bis 15. Jahrhundert v. Chr. benutzt wurde und zu den Ägäischen Schriftsystemen gehört. Ihr Gebrauch ist aus den Perioden MM I bis MM III A der Minoischen Kultur bezeugt. Aus den kretischen Hieroglyphen entstand die so genannte Linearschrift A, beide Schriftsysteme wurden jedoch eine Zeit lang parallel verwendet.

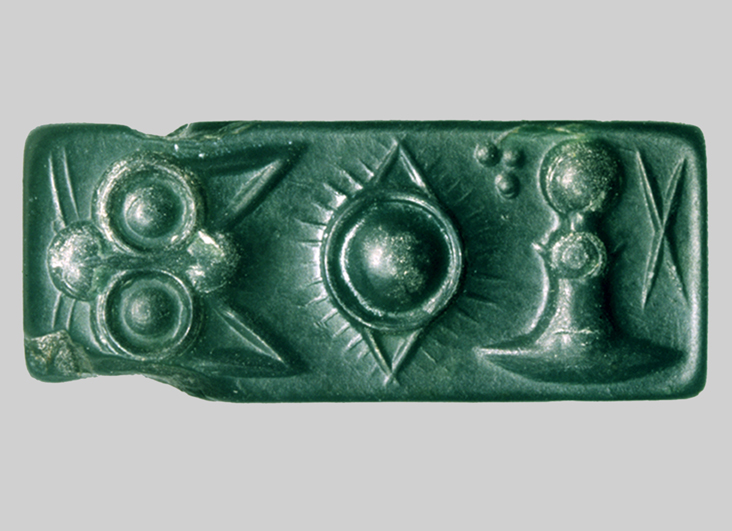
Aus grünem Jaspis gefertigtes Siegel mit kretischen Hieroglyphen; 1800 v. Chr.

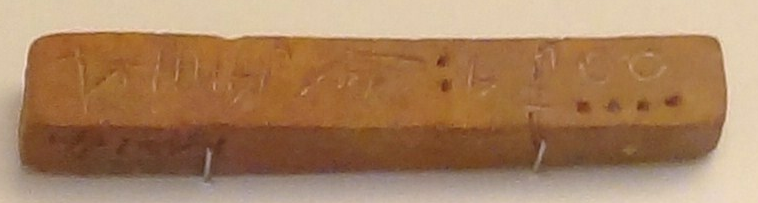
Kretische Hieroglyphen (um 1900–1600 v. Chr.) auf einem gebrannten Tonbarren; Malia oder Knossos, Kreta. Ausstellungsstück aus dem Archäologischen Museum Iraklio. Die Punkte deuten auf Zahlen hin.

Wie der Name andeutet, sind die Zeichen durchweg piktographisch, auch wenn bei einzelnen Zeichen die Deutung umstritten ist. Das Zeicheninventar besteht aus 137 Zeichen, 96 davon kommen in ganzen Wörtern vor, 32 sind offenbar Logogramme, 9 wurden von Olivier und Godart 1996 als „Klasmatogramme“ gedeutet. Dazu kommen vier Zahlzeichen (1, 10, 100, 1000), ein Worttrennungsstrich und ein Kreuz, das vermutlich den Textanfang andeutet. Aufgrund der Anzahl an wortbildenden Zeichen handelte es sich – wie bei Linear A – mit Sicherheit um eine Silbenschrift. Die nicht besonders zahlreichen Texte sind sehr kurz, es handelt sich bei ihnen um Siegelinschriften und kurze Vermerke auf Tonbarren.
| Schriftsystem          | Geografische Zonen | Epoche v. Chr.    |
| ---------------------- | --- | ----------------- |
| kretische Hieroglyphen | Kreta (Knossos, Malia, Petras), Samothraki | von 2100 bis 1700 |
| Linearschrift A        | Kreta; vereinzelte Funde auch auf den Ägäischen Inseln (Kea, Kythira, Milos, Thera), in Kleinasien (Milet, Troja) und auf dem griechischen Festland (Lakonien) | von 1900 bis 1450 |
| Linearschrift B        | Kreta (Knossos), und Festland (Pylos, Mykene, Theben, Tiryns, Agios Vasilios, Dimini)                                                                          | von 1450 bis 1200 |